# Baetis tracheatus
Baetis tracheatus is een haft uit de familie Baetidae. De wetenschappelijke naam van de soort is voor het eerst geldig gepubliceerd in 1967 door KefferMüller & Machel.
De soort komt voor in het Palearctisch gebied.